# Yaisel LM
Yaisel Manuel Erazo Coronado (República Dominicana, Santo Domingo Este, 29 de abril de 2001), conocido musicalmente como Yaisel LM o Yaisel la Melodía, es un rapero y compositor dominicano de género musical Dembow. Su sencillo más notable «Boy Boy», también incluye un remix con Blessd, NLE Choppa. Fue nominado en los Premios Heat 2022. 
Ha colaborado con cantantes como YovngChimi, El Alfa, TiviGunz, Yomel el Meloso, Blessd, NLE Choppa, Kidd Keo, Donaty, Kraizy K, El Yala, Nino Freestyle, Young Gatillo.

## Biografía
Erazo Coronado nació en el municipio Santo Domingo Este, en el asentamiento, Maquiteria. 

## Carrera musical
En 2021 firmó con 0201Music y Yz Records, estrenó el sencillo debut «La 40» junto al rapero dominicano El Yala, con más de 5 millones de vistas en YouTube. 
En 2022 estrenó los sencillos « Los Ganster», «En Que Tu Tá, Tu No Tá en Ná», con más de 2millones de vistas en YouTube, «Yo No Doblo» en colaboración con Nino Freestyle, «Tienen Que Adaptarse», «Doblaron por lo Monetario», con más de 2 millones de vistas en YouTube, «Se Dejaron Ver» en colaboración con El Fother», «Hakuna Matata» en colaboración con Yomel el Meloso, «Microphone Check Remix», junto a Maky RD, «Piri Pira», con más de 2millones de vistas en YouTube, «Boom Boom», con más de 2millones de vistas en YouTube.
En ese mismo año estrenó «Microphone Check All Star» en colaboración con  Flow 28, El Yala, Bulova Family, Maky RD, con más de 5 millones de vistas en YouTube.
En 2023 debutó con los sencillos «Quien Dijo» con más de 10millones de vistas en YouTube, «Prepotentej en colaboración con Kraizy K, «BoyBoy» con más de 30 millones de vistas en YouTube y posicionada en TikTok, incluyó un remix con Blessd, NLE Choppa, «Diligencia» en colaboración con Kidd Keo, «Rebelde» en colaboración con YovngChimi.
En ese mismo año participó en colaboración con El Alfa, en la canción « EL DUEÑO DE LO CROKY», con más de 15 millones de vistas en YouTube.

## Vida personal
Los parientes de Erazo Coronado son: Víctor Manuel Erazo Damián y Yoquisis Coronado Jiménez. Se crio en creencias cristianas, y formó parte de la iglesia.